# Élections législatives croates de 2011
Les élections législatives croates de 2011 (en croate : Hrvatski parlamentarni izbori 2011) se tiennent le dimanche 4 décembre 2011, afin d'élire les 151 députés de la 6e législature du Parlement pour un mandat de quatre ans.
La Coalition Cocorico (KK), formée autour du Parti social-démocrate, obtient la majorité absolue des sièges. Elle devance de plus de 15 points l'Union démocratique croate (HDZ), au pouvoir depuis huit ans et plombée par des scandales financiers. Zoran Milanović accède au poste de Premier ministre et forme son gouvernement moins de trois semaines après le scrutin.

## Contexte

### La reconduction d'Ivo Sanader
Lors des élections législatives du 25 novembre 2007, l'Union démocratique croate (HDZ) du Premier ministre Ivo Sanader s'impose avec 66 députés, soit dix de plus que le Parti social-démocrate de Croatie (SDP). Bien qu'aucune majorité claire ne se dégage au Parlement, la HDZ semble davantage en mesure de conserver le pouvoir.
Après avoir constitué un gouvernement de coalition avec le Parti paysan croate (HSS), le Parti social-libéral croate (HSLS) et le Parti démocratique indépendant serbe (SDSS), Sanader obtient le 12 janvier 2018, la confiance des parlementaires. Le vice-Premier ministre Slobodan Uzelac devient le premier ministre issu des Serbes de Croatie depuis l'indépendance.
Le mois d'octobre 2008 est marqué par trois assassinats à caractère mafieux à Zagreb, d'abord celui de la fille d'un avocat défendant un ancien général accusé de corruption, puis ceux de deux journalistes considérés comme proches de la mafia croate. Quelques mois plus tôt, un journaliste d'investigation spécialisé dans le crime organisé avait été frappé à coups de barres de fer par des agresseurs jamais identifiés, et hospitalisé. Ces affaires conduisent au renvoi des ministres de la Justice et de l'Intérieur.

### L'accession au pouvoir de Jadranka Kosor
Le 1er juillet 2009, Sanader annonce à la surprise générale son retrait de la vie politique, réfutant par ailleurs les rumeurs qui le voient se présenter à la présidence de la République à la fin de l'année. Sa successeure Jadranka Kosor, première femme à diriger l'exécutif croate, obtient cinq jours plus tard l'investiture des parlementaires et met en place une équipe au sein de laquelle le HSLS ne siège plus. Elle signe, le 11 septembre suivant, un compromis avec le président du gouvernement slovène Borut Pahor afin de résoudre le conflit frontalier opposant les deux pays en baie de Piran, conduisant la Slovénie à lever son veto à l'entrée de la Croatie au sein de l'Union européenne.
L'élection présidentielle qui se tient à la fin de l'année constitue un camouflet pour la HDZ, son candidat Andrija Hebrang échouant à se qualifier au second tour. Sanader annonce alors son retour en politique, mais se trouve exclu par sa propre formation. Le député social-démocrate Ivo Josipović, compositeur de musique et professeur de droit, l'emporte finalement avec 60,3 % des voix face au maire de Zagreb Milan Bandić.
La justice croate lance le 9 décembre 2010 un mandat d'arrêt international contre Ivo Sanader, qui a quitté la Croatie après que le Parlement a levé son immunité parlementaire. Il est interpellé en Autriche le lendemain dans le cadre d'une enquête anti-corruption qui le met en cause dans le financement illégal de la HDZ. Kosor procède deux semaines plus tard à un remaniement ministériel, qui voit le débarquement du ministre des Finances Ivan Šuker, afin d'affronter la dégradation de la situation économique du pays et la dernière ligne droite des négociations d'adhésion à l'Union européenne.

## Mode de scrutin

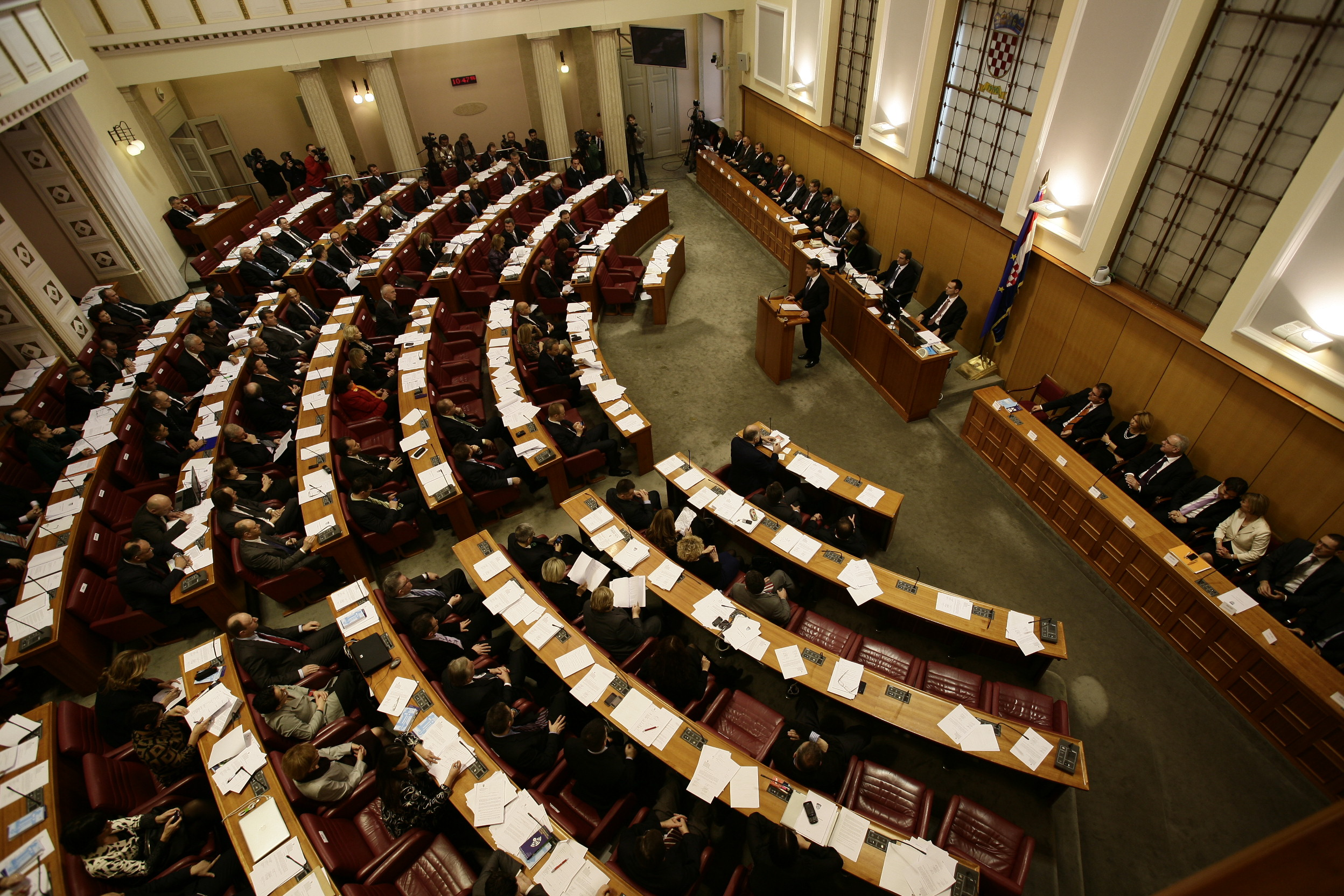
Salle des séances du Parlement.

Le Parlement (Sabor) est le parlement monocaméral de la république de Croatie. Il se compose de 151 députés, élus pour une législature de quatre ans : 
- 140 députés élus au scrutin proportionnel d'Hondt dans dix circonscriptions de 14 sièges, avec un seuil électoral de 5 % ;
- 8 députés élus pour représenter les minorités ethniques au scrutin majoritaire à un tour plurinominal ou uninominal :
  - 3 représentants des Serbes ;
  - 1 représentant des Italiens ;
  - 1 représentant des Hongrois ;
  - 1 représentant des Tchèques et Slovaques ;
  - 1 représentant des Albanais, Bosniaques, Macédoniens, Monténégrins et Slovènes ;
  - 1 représentant des Autrichiens, Bulgares, Allemands, Juifs, Polonais, Roms, Roumains, Ruthènes, Russes, Turcs, Ukrainiens et Valaques
- 3 députés élus au scrutin proportionnel d'Hondt représentant la diaspora croate.

Avant un amendement à la loi électorale de 2010, le nombre de députés de la diaspora variait en fonction du nombre de votants des expatriés par rapport au nombre de votants dans les dix premières circonscription, pour un maximum de 12 sièges. Au cours des dernières élections organisées sous ce système en 2007, cinq sièges avaient ainsi été pourvus par la diaspora.

## Campagne
Les députés votent le 28 octobre 2011 la dissolution du Parlement par 135 voix favorables, ouvrant la voie à la tenue des élections législatives le 4 décembre suivant.
Mise en cause dans de nombreux scandales financiers, l'Union démocratique croate tente de faire oublier ses déboires en retrouvant ses accents nationalistes sans remettre en cause son engagement pro-européen. La Première ministre Jadranka Kosor rend ainsi hommage à la mémoire de Franjo Tuđman, premier dirigeant de la Croatie indépendant aux penchants nationalistes et autoritaires. La Coalition Cocorico (KK), formée de quatre partis de centre gauche, mène campagne sur le respect de l'État de droit, l'arrimage à l'Europe et le redressement de l'économie. La Croatie est alors en récession depuis deux ans et le chômage touche 17 % de la population active.

### Principales forces politiques
| Parti/coalition | Parti/coalition                                                               | Chef de file                       | Idéologie                                                         | Résultat en 2007           |
| --------------- | ----------------------------------------------------------------------------- | ---------------------------------- | ----------------------------------------------------------------- | -------------------------- |
|                 | Union démocratique croate (HDZ, HGS, DC) Hrvatska demokratska zajednica (HDZ) | Jadranka Kosor (Première ministre) | Centre droit Démocratie chrétienne, conservatisme, europhilie     | 36,2 % des voix 66 députés |
|                 | Coalition Corico (SDP, HNS, HSU, IDS) Kukuriku koalicija (KK)                 | Zoran Milanović                    | Centre gauche Social-démocratie, social-libéralisme, régionalisme | 43,7 % des voix 67 députés |
|                 | Parti paysan croate Hrvatska seljačka stranka (HSS)                           | Josip Friščić                      | Centre Agrarisme, social-libéralisme, démocratie chrétienne       | En coalition 6 députés     |

## Résultats
|                                                 |                                                             |                                                             |                                                             |           |       |       |               |               |
| Parti/coalition                                 | Parti/coalition                                             | Parti/coalition                                             | Parti/coalition                                             | Voix      | %     | +/-   | Sièges        | +/-           |
|                                                 |                                                             | Parti social-démocrate de Croatie (SDP)                     | Parti social-démocrate de Croatie (SDP)                     | 958 318   | 40,72 | 3,02  | 61            | 5             |
|                                                 | Parti populaire croate - Démocrates libéraux (HNS)          | Parti populaire croate - Démocrates libéraux (HNS)          | 13                                                          | 958 318   | 40,72 | 3,02  | 6             |               |
|                                                 | Diète démocrate istrienne (IDS)                             | Diète démocrate istrienne (IDS)                             | 3                                                           | 958 318   | 40,72 | 3,02  | en stagnation |               |
|                                                 | Parti croate des retraités (HSU)                            | Parti croate des retraités (HSU)                            | 3                                                           | 958 318   | 40,72 | 3,02  | 2             |               |
| Coalition Cocorico (KK)                         | Coalition Cocorico (KK)                                     | Coalition Cocorico (KK)                                     | 80                                                          | 958 318   | 40,72 | 3,02  | 13            |               |
|                                                 |                                                             | Union démocratique croate (HDZ)                             | Union démocratique croate (HDZ)                             | 563 215   | 23,93 | 12,69 | 44            | 22            |
|                                                 | Parti civique croate (HGS)                                  | Parti civique croate (HGS)                                  | 2                                                           | 563 215   | 23,93 | 12,69 | 2             |               |
|                                                 | Centre démocratique (DC)                                    | Centre démocratique (DC)                                    | 1                                                           | 563 215   | 23,93 | 12,69 | 1             |               |
| Total Union démocratique croate (HDZ)           | Total Union démocratique croate (HDZ)                       | Total Union démocratique croate (HDZ)                       | 47                                                          | 563 215   | 23,93 | 12,69 | 19            |               |
|                                                 | Travaillistes croates - Parti du travail (HL-SR)            | Travaillistes croates - Parti du travail (HL-SR)            | Travaillistes croates - Parti du travail (HL-SR)            | 121 785   | 5,17  | Nv    | 6             | 6             |
|                                                 | Parti social-libéral croate (HSLS)                          | Parti social-libéral croate (HSLS)                          | Parti social-libéral croate (HSLS)                          | 72 988    | 3,10  | Abs   | 0             | 2             |
|                                                 | Parti croate du droit (HSP)                                 | Parti croate du droit (HSP)                                 | Parti croate du droit (HSP)                                 | 72 360    | 3,07  | 0,43  | 0             | 1             |
|                                                 | Parti paysan croate (HSS)                                   | Parti paysan croate (HSS)                                   | Parti paysan croate (HSS)                                   | 71 450    | 3,04  | Abs   | 1             | 5             |
|                                                 | Alliance démocratique croate de Slavonie et Baranya (HDSSB) | Alliance démocratique croate de Slavonie et Baranya (HDSSB) | Alliance démocratique croate de Slavonie et Baranya (HDSSB) | 68 995    | 2,93  | 1,13  | 6             | 3             |
|                                                 | Liste indépendante d'Ivan Grubišić                          | Liste indépendante d'Ivan Grubišić                          | Liste indépendante d'Ivan Grubišić                          | 66 266    | 2,82  | Nv    | 2             | 2             |
|                                                 |                                                             | Parti croate du droit – Ante Starčević (HSP-AS)             | Parti croate du droit – Ante Starčević (HSP-AS)             | 66 150    | 2,81  | Nv    | 1             | 1             |
|                                                 | Pur parti croate du droit (HČSP)                            | Pur parti croate du droit (HČSP)                            | 0                                                           | 66 150    | 2,81  | Nv    | en stagnation |               |
| Parti croate du droit – Ante Starčević (HSP-AS) | Parti croate du droit – Ante Starčević (HSP-AS)             | Parti croate du droit – Ante Starčević (HSP-AS)             | 1                                                           | 66 150    | 2,81  | Nv    | 1             |               |
|                                                 |                                                             | Parti démocratique indépendant serbe (SDSS)                 | Parti démocratique indépendant serbe (SDSS)                 | 3         | 3     | 3     | 3             | en stagnation |
|                                                 | Alliance des associations hongroises (SMU)                  | Alliance des associations hongroises (SMU)                  | 1                                                           | 1         | 1     | 1     | en stagnation |               |
|                                                 | Parti croate des retraités (HSU)                            | Parti croate des retraités (HSU)                            | 1                                                           | 1         | 1     | 1     | 1             |               |
|                                                 | Centre pour l'intégration européenne (CPI EU)               | Centre pour l'intégration européenne (CPI EU)               | 1                                                           | 1         | 1     | 1     | 1             |               |
|                                                 | Parti démocrate des Bosniaques de Croatie (BDSH)            | Parti démocrate des Bosniaques de Croatie (BDSH)            | 1                                                           | 1         | 1     | 1     | 1             |               |
|                                                 | Indépendants                                                | Indépendants                                                | 1                                                           | 1         | 1     | 1     | 1             |               |
|                                                 | Autres partis                                               | Autres partis                                               | 0                                                           | 0         | 0     | 0     | 2             |               |
| Minorités nationales                            | Minorités nationales                                        | Minorités nationales                                        | 8                                                           | 8         | 8     | 8     | en stagnation |               |
|                                                 | Autres                                                      | Autres                                                      | Autres                                                      | 291 938   | 12,40 |       | 0             | en stagnation |
|                                                 |                                                             |                                                             |                                                             |           |       |       |               |               |
| Suffrages exprimés                              | Suffrages exprimés                                          | Suffrages exprimés                                          | Suffrages exprimés                                          | 2 353 465 | 98,28 |       |               |               |
| Votes blancs et invalides                       | Votes blancs et invalides                                   | Votes blancs et invalides                                   | Votes blancs et invalides                                   | 41 173    | 1,72  |       |               |               |
| Total                                           | Total                                                       | Total                                                       | Total                                                       | 2 394 638 | 100   | –     | 151           | 2             |
| Abstention                                      | Abstention                                                  | Abstention                                                  | Abstention                                                  | 1 859 483 | 43,71 |       |               |               |
| Inscrits / participation                        | Inscrits / participation                                    | Inscrits / participation                                    | Inscrits / participation                                    | 4 254 121 | 56,29 |       |               |               |

## Analyse
La victoire du centre gauche met un terme à 20 années de pouvoir quasi-ininterrompu de l'Union démocratique croate. Bien qu'il ne soit pas très populaire, qu'il soit peu charismatique et connu pour son tempérant colérique, Zoran Milanović s'impose grâce à la forte volonté d'alternance au sein de la société croate.

## Conséquences
Le 14 décembre, le président de la République Ivo Josipović charge Zoran Milanović de constituer le douzième gouvernement de Croatie. Il s'engage alors à relancer la croissance économique et à faire voter rapidement un budget d'austérité. Son équipe obtient la confiance du Parlement neuf jours plus tard, par 89 voix pour, 28 contre et 12 abstentions.